# Curt von Jesser

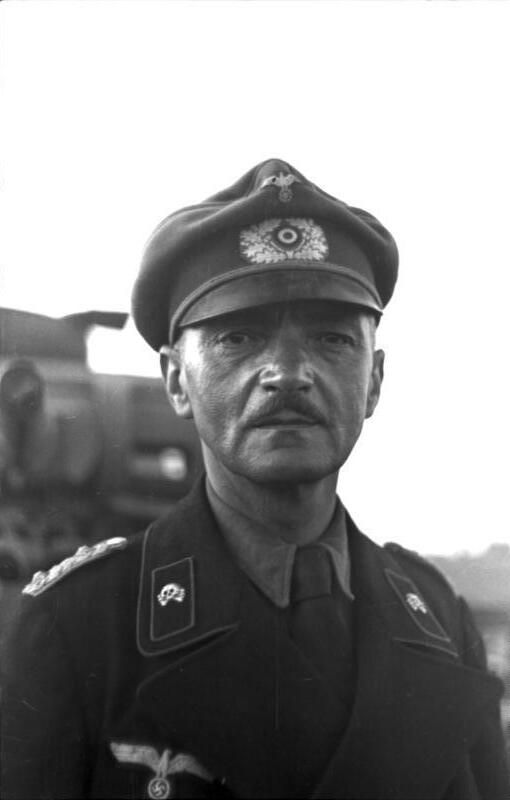
Curt von Jesser als Oberst der Panzertruppe im Juli 1941

Curt von Jesser, auch Kurt von Jesser oder Kurt Jesser (* 4. November 1890 in Wadowice; † 18. August 1950 in Wien) war ein österreichischer, später deutscher Offizier, zuletzt Generalmajor der deutschen Wehrmacht im Zweiten Weltkrieg.

## Leben
Kurt von Jesser wurde am 4. November 1890 in Wadowice als Sohn des späteren österreichisch-ungarischen Feldmarschalleutnants Moritz von Jesser (1857–1923) geboren.
Im August 1909 trat Kurt von Jesser als Fähnrich in die Infanterie der österreichischen Armee ein und wurde dem Landwehrinfanterieregiment Nr. 6 zugeteilt. Im November 1911 wurde er beim Landwehrinfanterieregiment Nr. 6, später zum Schützenregiment 6, zum Leutnant befördert.
Nach dem Ersten Weltkrieg wurde er in das österreichische Bundesheer übernommen und kam u. a. zum niederösterreichischen Infanterieregiment General der Infanterie Carl Vaugoin Nr. 5. Von dort wechselte er 1932 zum niederösterreichischen Feldjägerbataillon zu Rad Nr. 3 und wurde im März 1933 Kommandeur des Bataillons. Am 1. Juli 1937 wurde er zum Oberstleutnant befördert. Nach dem Anschluss Österreichs 1938 erfolgte seine Übernahme in die Wehrmacht zur Panzertruppe. Mitte November 1938 wurde er in den Stab des Panzer-Regiments 2 der 1. Panzer-Division versetzt. Zum Oberst wurde er im April 1939 befördert.
Im Zweiten Weltkrieg diente er von Mitte Februar 1940 bis Mitte April 1942 als Kommandeur des Panzer-Regiments 36 bei der 14. Panzer-Division, welche er in Frankreich und Russland befehligte. Ab Mitte Mai 1942 war er Kommandeur der neu aufgestellten Schnellen Truppe XIII im Wehrkreis XIII und blieb bis November 1942 in diesem Posten. Anschließend war er von Dezember 1942 an kurzzeitig Kommandeur der neu aufgestellten 386. Infanterie-Division und wurde Ende des Jahres zum Generalmajor befördert. Bis zur Auflösung der Division im März 1943 blieb er formal Kommandeur der Division. Er kommandierte die 155. Reserve-Panzer-Division vom 24. August 1943 bis zum 6. September 1943. Wie auch vor der Übernahme des Kommandos folgte eine längere Zeit ohne Kommandierung. Kurt von Jesser wurde erst wieder Anfang 1944 eingebunden und mit der Aufstellung der Sicherungs-Brigade 74, welche später als Brigade Jesser bezeichnet und in Frankreich eingesetzt wurde, beim Militärbefehlshaber in Frankreich beauftragt. Die Einheit wurde gegen Partisanen eingesetzt und verübte in Frankreich auch Kriegsverbrechen. Diese führte er, zu diesem Zeitpunkt als einziger Österreicher in dieser Position; auch bis zur Auflösung nach dem Rückzug aus Frankreich Ende 1944. Kurz vor Jahreswechsel 1944/45 übernahm er den Festungsabschnitt Steiermark und ging in dieser Position in sowjetische Kriegsgefangenschaft.
Kurt von Jesser starb am 18. August 1950 in Wien.

## Auszeichnungen (Auswahl)
- Eisernes Kreuz, 1. Klasse (1939)
- Ritterkreuz des Eisernen Kreuzes am 18. Januar 1942 als Oberst und Kommandeur des Panzer-Regiments 36[10]
- Deutsches Kreuz in Gold (29. November 1941)
- Österreichisches Militärverdienstkreuz III. Klasse mit Schwertern